# 高家博成
高家 博成（たかいえ ひろしげ、1941年10月31日 - ）は、日本の昆虫学者、絵本作家。

## 略歴
京都府生まれ。1969年東京農業大学大学院農学研究科農学専攻博士課程修了。1978年農学博士（境博成）。
多摩動物公園昆虫飼育係長を務めた。昆虫に関する書籍やテレビ番組の監修、ラジオ番組への出演など幅広く活躍し、子どもたちに昆虫や生き物の魅力を伝え続けている。生き物の生態をおさえた絵本や紙芝居作品の人気も高い。92年『あめんぼがとんだ』で日本科学読物賞受賞。

## 著書
- 『むし・ムシ・虫 大ギモン事典』 (くもん出版、わくわくポケット) 1993
- 『虫博士の育ち方仕事の仕方 生き物と遊ぶ心を伝えたい 虫のあしはなぜ6本?』（中山れいこ編集・解説、本の泉社） 2014
- 『昆虫の観察と実験 やさしい自由研究』（文芸社） 2018

### 新日本動物植物えほん
- 『ありのごちそう』 (横内襄え、新日本出版社、新日本動物植物えほん) 1979
- 『こすもすと虫たち』 (横内襄え、新日本出版社、新日本動物植物えほん) 1980
- 『虫のひげ』 (横内襄え、新日本出版社、新日本動物植物えほん) 1984
- 『あめんぼがとんだ』 (横内襄え、新日本出版社、新日本動物植物えほん) 1991

## 共著・監修
- 『オオカマキリ ウスバカゲロウ』 (佐藤有恒写真、誠文堂新光社、カラーアルバム 昆虫) 1995
- 『こんちゅうの本』 (監修、講談社、4・5・6歳のずかんえほん、新装版幼稚園百科)  2001
- 『写真でみる世界のクワガタ&カブトムシ大図鑑』（監修、PHP研究所） 2004
- 『昆虫 超・びっくりパワー』 (監修、旺文社、生きもの超・びっくりパワー きびしい自然に生きる知恵)  2005
- 『カブトムシとクワガタ 見つける・育てる・観察する』（監修、主婦の友社編、主婦の友社） 2005
- 『かんたん飼育図鑑』 (今泉忠明, 武田正倫共監修、チャイルド本社、チャイルドブックこども百科)  2006
- 『キノコを育てるアリ ハキリアリのふしぎなくらし』 (監修、多摩動物公園ハキリアリ飼育展示グループ編、新日本出版社、ドキュメント地球のなかまたち) 2007
- 『こんちゅうの本 こども百科 4・5・6歳のずかんえほん』 (監修、講談社、講談社の年齢で選ぶ知育絵本)  2011

### 花はな虫むし
- 『虫のたべるひみつ』 (江川多喜雄共著、帆足次郎絵、草土文化、花はな虫むし)  1987
- 『虫のふえるひみつ』 (江川多喜雄共著、浅野利治絵、草土文化、花はな虫むし)  1988
- 『虫のくる花のひみつ』 (江川多喜雄共著、たかはしきよし絵、草土文化、花はな虫むし)  1988
- 『虫のうごくひみつ』 (江川多喜雄共著、浅野りじえ、草土文化、花はな虫むし)  1988

### かわいいむしのえほん
- 『ありこちゃんのおてつだい』（仲川道子共著、童心社、かわいいむしのえほん） 1998
- 『ころちゃんはだんごむし』（仲川道子共著、童心社、かわいいむしのえほん） 1998
- 『てんとうむしのてんてんちゃん』 (仲川道子共著、童心社、かわいいむしのえほん) 1999
- 『かたつむりののんちゃん』 (仲川道子共著、童心社、かわいいむしのえほん) 1999
- 『ばったのぴょんこちゃん』 (仲川道子共著、童心社、かわいいむしのえほん) 2000
- 『かぶとむしのぶんちゃん』 (仲川道子共著、童心社、かわいいむしのえほん) 2000
- 『ちょうちょのしろちゃん』 (仲川道子共著、童心社、かわいいむしのえほん) 2001
- 『くわがたのがたくん』 (仲川道子共著、童心社、かわいいむしのえほん) 2001
- 『とんぼのあかねちゃん』 (仲川道子共著、童心社、かわいいむしのえほん) 2002
- 『かまきりのかまくん』 (仲川道子共著、童心社、かわいいむしのえほん) 2002

### かわいいいきもののえほん
- 『ざりがにのあかくん』 (仲川道子共著 童心社、かわいいいきもののえほん) 2007
- 『あまがえるのあおちゃん』 (仲川道子共著 童心社、かわいいいきもののえほん) 2007
- 『かめのこうちゃん』 (仲川道子共著 童心社、かわいいいきもののえほん) 2008
- 『どじょうのくろちゃん』 (仲川道子共著 童心社、かわいいいきもののえほん) 2009
- 『めだかのきょろちゃん』 (仲川道子共著 童心社、かわいいいきもののえほん) 2010